# Cahiers des Anneaux de la mémoire
Depuis 1999, et à la suite du colloque tenu à Dakar sur "Les héritages du passé", l'association des Anneaux de la mémoire édite et publie une revue scientifique en langue française, les Cahiers des Anneaux de la mémoire (CAM) sur les thèmes de la traite négrière, de l’esclavage et de leurs conséquences contemporaines. Ces cahiers sont publiés annuellement et distribués conjointement par Les Anneaux de la Mémoire (Nantes) et les éditions Karthala (Paris). Chaque volume est constitué de dix à quinze articles de chercheurs internationaux.
Les Cahiers des Anneaux de la mémoire se veulent depuis l’origine un espace de rencontres, de dialogues et de débats entre chercheurs internationaux jeunes ou confirmés (européens, américains, africains...). L’association souhaite également que les Cahiers soient, autant que faire se peut, une tribune pour les jeunes chercheurs dans le but annoncé de soutenir leurs travaux.
Les objectifs des Cahiers des Anneaux de la mémoire sont doubles :
- Permettre aux historiens de construire une histoire universelle et scientifique :
  - par la collecte et la diffusion de travaux de référence sur la traite atlantique ;
  - par l’encouragement à la recherche sur d’autres circuits de la traite, terrestres et maritimes ;
  - par l’étude de la construction et de l’évolution des systèmes esclavagistes.
- Contribuer à la prise de conscience de tous les héritages que l’histoire de l’esclavage et de la colonisation nous a légué :
  - en s’interrogeant sur les modèles et les institutions nées de ces confrontations ;
  - en prenant la mesure de la part du passé dans la construction de nos repères culturels ;
  - en explorant les traces de ces traumatismes collectifs dans la mémoire psychique et les dynamiques des constructions identitaires.

## Organisation de la revue
- Un comité de rédaction composé de chercheurs internationaux.
- La pluridisciplinarité des chercheurs publiés : les articles sont issus de travaux d’historiens mais aussi de sociologues, d’anthropologues, de psychanalystes ayant travaillé aux Antilles et en milieu antillais et/ou africain, d’économistes, de linguistes travaillant sur ces sujets.
- L’ouverture et la confrontation des points de vue grâce à l’appel à contribution des chercheurs internationaux (européens, africains, américains, etc.).
- L’ouverture à de jeunes chercheurs, notamment africains.
- La revue a un format identique à celui d’un livre (16 x 24 cm) et contient 300 à 350 pages.

Il est à noter que c’est l’unique revue entièrement consacrée à ce thème. Elle se veut donc être un ouvrage de référence dans le domaine de la traite et de l’esclavage.

### Comité de rédaction
- Abdoulaye Bara Diop, anthropologue, université de Dakar
- Roger Botte, anthropologue, chercheur au CNRS-EHESS Paris
- Catherine Coquery-Vidrovitch, historienne, professeur émérite, université Paris Diderot
- Myriam Cottias, historienne, CNRS-EHESS Paris et université des Antilles et de la Guyane
- Olivier Douville, psychanalyste, maître de conférences, université Paris Ouest Nanterre La Défense
- Augustin Emane, juriste, université de Nantes
- Hubert Gerbeau, historien, université d’Aix-Marseille
- Philippe-Jean Hesse, historien du droit, professeur émérite, université de Nantes
- Hugues Liborel-Pochot, psychanalyste, Toulouse
- Eric Saugera, historien, Nantes

### Secrétariat de rédaction
- Patricia Beauchamp-Afade, coordinatrice de l’association
- Mathilde Bouclé-Bossard, chargée de projets de l’association
- Renaud Dechamp, correcteur
- Sylvie Fievet, adhérente aux Anneaux de la mémoire
- Jessica Gotz, chargée de projets de l'association

### Réalisation / Maquette
- Rui Manuel Pinto Mascate, infographiste